# رالی وی ۲
رالی وی ۲ (به انگلیسی: V-Rally 2) یک بازی از سری بازی‌های مسابقه‌ای، رالی است، که توسط ای‌ای کانادا ساخته شده و در ۳۱ اکتبر ۱۹۹۹ توسط شرکت الکترونیک آرتز برای پلی‌استیشن، دریم‌کست و ویندوز منتشر شد.